# Roan United Football Club
El Roan United es un equipo de fútbol de Zambia que milita en la Segunda División de Zambia, la segunda liga de fútbol más importante del país.

## Historia
Fue fundado en el año 1935 en la ciudad de Luanshya con el nombre Road Mine African tras ser inaugurada la Roan Antelope Copper Mine, una empresa minera de la zona tras la fusión de equipos tribales que jugaban partidos amistosos, los cuales determinaban cual tribu era la superior.
En 1935 se afiliaron a la Copperbelt African Football Association, la cual estaba dividida en 3 ligas, y le tocó competir contra Chingola Eleven Wisemen, Luanshya All Blacks, Kitwe Lions, Rhokana Mine, Ndola Black Follies y Mufulira Blackpool.
Durante el periodo del apartheid en Rodesia del Norte nació el Roan Antelope Callies FC, integrado por jugadores europeos de la minería y se enfrentaban ante equipos de República del Congo principalmente.
En 1962, ambos clubes se fusionaron y crearon al Roan Antelope United, siendo uno de los equipos fundadores de la Primera División de Zambia, creada el mismo año y tuvieron como a su primer dueño a Ron Patterson, ganando la temporada inaugural.
También han ganado varios títulos de copa y a nivel internacional han participado en 1 torneo continental, la Copa CAF 1994, en la cual por un problema de la Federación de Fútbol de Zambia a la hora de la inscripción del equipo para el torneo fueron descalificados.

## Palmarés
- Primera División de Zambia: 1

1962
- Segunda División de Zambia Grupo Norte: 1

2006
- Copa de Zambia: 4

1962, 1977, 1994, 1996
- Copa Desafío de Zambia: 3

1974, 1983, 1985
- Copa Heinrich: 2

1963, 1966

## Participación en competiciones de la CAF
| Temporada | Torneo   | Ronda | Club           | Casa  | Visita | Global |
| --------- | -------- | ----- | -------------- | ----- | ------ | ------ |
| 1994      | Copa CAF | 1     | CS Saint-Denis | w.o.1 | w.o.1  | w.o.1  |

1- Roan United fue descalificado por la inscripción tardía de los jugadores por parte de la Federación de Fútbol de Zambia.

## Entrenadores
- Fighton Simukonda (1994-1999)
- Kaunda Simonda (2013-)